# 조지 R. 데클 시니어

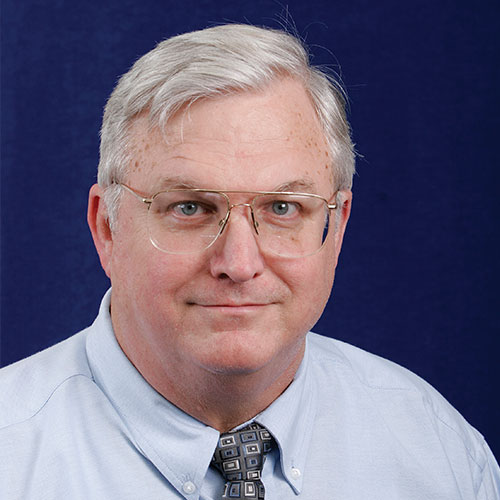

조지 R. 데클 시니어(George R. Dekle Sr., 1948년 5월 23일 ~ )는 미국의 법조인으로 테드 번디 사건에서 정부측 검사로 나온 것으로 유명하다. 또한 다양한 변형 체스를 창작하였다.